# Алфред Бестър
Алфред Бестър (на английски: Alfred Bester) е американски писател на научна фантастика. Той е първият носител на награда Хюго.

## Биография и творчество
Роден е в Ню Йорк, САЩ, и е учил в университета на щат Пенсилвания със специалност изящни изкуства. След това започва да изучава право, но заради победата си в конкурса на списание „Thrilling Wonder Stories“, започва да се занимава изцяло с литература. Първата му публикация става разказът победител в този конкурс – „The Broken Axiom“. През 1940-те години се занимава с писане на комиксите „The Green Lantern“, „Batman“ и др.
С научна фантастика се занимава от 1950 г. През 1950-те години пише множество научнофантастични разкази, както и два романа. През 1970-те години продължава да пише в жанра научна фантастика като произведенията му от този период стават много популярни.
Умира Дойлстаун, щата Пенсилвания. Последният му роман – „Psycho Shop“ е завършен от Роджър Зелазни. Носител е на наградите Хюго (1953), Прометеус (1988), Небюла (1987).
Творчеството на Алфред Бестър, свързано с телепатията вдъхновява сценариста на научнофантастичния сериал Вавилон 5 Дж. Майкъл Стразински да създаде свой герой, наречен на името на писателя. Телепатът Алфред Бестър е част от организация, наречена Психо-Корпус и е един от основните злодеи на сериала.

## Награди

### Получени
- 1988 – Награда Прометей – „The Stars My Destination“
- 1987 – Мемориална награда Гранд Мастър на името на Деймън Найт
- 1953 – Награда Хюго за най-добър роман – „The Demolished Man“

### Номинации
- 1976 – Номинация за награда Хюго за най-добър роман – „The Computer Connection“
- 1975 – Номинация за награда Хюго за най-добър разказ – „The Four-Hour Fugue“
- 1975 – Номинация за награда Небюла за най-добър роман – „The Computer Connection“
- 1972 – Номинация за награда Небюла за най-добра кратка повест – „The Animal Fair“
- 1960 – Номинация за награда Хюго за най-добър разказ – „The Pi Man“
- 1959 – Номинация за награда Хюго за най-добър разказ – „The Men Who Murdered Mohammed“
- 1954 – Номинация за награда Хюго за най-добър разказ – „Star Light, Star Bright“

## Произведения

### Романи
- The Demolished Man (Унищоженият)
- The Stars My Destination
- Tiger! Tiger!
- The Computer Connection
- Golem 100
- The Deceivers
- Tender Loving Rage
- Psycho Shop (& Роджър Зелазни)

### Повести и разкази
- 5 271 009
- Adam and No Eve
- Disappearing Act (& Richard Matheson)
- Fondly Fahrenheit (Божественият Фаренхайт)
- Galatea Galante
- Guinea Pig, Ph.D.
- Hell is Forever
- Hobson's Choice
- Life for Sale
- MS Found in a Coconut
- Ms. Found in a Champagne Bottle
- No Help Wanted
- Of Time and Third Avenue
- Out of This World
- Slaves of the Life-Ray
- Something Up There Likes Me
- Star Light, Star Bright
- The Animal Fair
- The Biped, Reegan
- The Broken Axiom
- The Devil's Invention
- The Die-Hard
- The Flowered Thundermug
- The Four-Hour Fugue
- The Mad Molecule
- The Men Who Murdered Mohammed
- The Pet Nebula
- The Pi Man
- The Probable Man
- The Push of a Finger
- The Roller Coaster
- The Unseen Blushers
- They Don't Make Life Like They Used To
- Time is the Traitor
- Travel Diary
- Voyage to Nowhere
- Will You Wait?